# هيرانية
هيرانية (الاسم العلمي: Herrania)، جنس نباتات مُزهرة من فصيلة الخبازية.
يرتبط ارتباطًا وثيقًا بجنس ثيوبروما، والذي يضم الكاكاو. اعتبارًا من عام 1999، كان هناك حوالي 17 نوعًا في الهيرانية.

## الأنواع
أنواع الهيرانية:
- Herrania balaensis
- هيرانية ماريا
- Herrania laciniifolia
- Herrania purpurea
- Herrania umbratica